# محوطه مطلاکوه آ
محوطه مطلاکوه A محوطه‌ای باستانی مربوط به دوران‌های تاریخی پس از اسلام است که در شهرستان املش، بخش رانکوه، روستای مطلاکوه واقع شده‌است. این محوطه در تاریخ ۲ آبان ۱۳۸۲ با شمارهٔ ثبت ۱۰۶۹۰ به‌عنوان یکی از آثار ملی ایران به ثبت رسیده است.
در ۱۲ تیر ۱۴۰۲ مدیرکل میراث فرهنگی گیلان از کشف یک تاس قدیمی مکعبی‌شکل از جنس استخوان در مطلاکوه املش خبر داد که مربوط به تخته نرد است. با توجه به کشف تاس ۵۰۰۰ ساله در شهر سوخته و تاس دیگری در اور بین‌النهرین، این فرضیه مطرح شده که منطقۀ مطلاکوه در گذشته محلی برای تجمع افراد و کاروان‌ها بوده و ایدۀ بازی تخته نرد برای اولین بار توسط افراد غیربومی که به آنجا رفت و آمد داشته‌اند وارد شده باشد، اما ادوات بازی از قبیل تاس‌های استخوانی و تخته از تولیدات محلی بوده‌است.